# Douzy
Douzy – miejscowość i gmina we Francji, w regionie Grand Est, w departamencie Ardeny. W 2013 roku populacja gminy wynosiła 1912 mieszkańców. 
15 września 2015 roku połączono dwie wcześniejsze gminy: Douzy oraz Mairy. Siedzibą gminy została miejscowość Douzy, a nowa gmina przyjęła jej nazwę. 

## Współpraca
- Kaiserslautern, Niemcy